# Francesco Andreini
Francesco Andreini (khoảng 1548 - 1624) là một diễn viên người Ý, chủ yếu là các vở kịch của commedia dell'arte. Anh bắt đầu sự nghiệp của mình với vai trò là một chàng trai trẻ không yêu thích sự phức tạp. Sau đó, anh đóng vai Capitan Spavento ("Captain Fright"), một nhân vật trong Pickwickian đã mệt mỏi quá mức 

## Đời sống
Andreini được sinh ra tại Pistoia. Ông là thành viên của công ty I Gelosi mà Henry IV của Pháp đã triệu tập tới Paris cho cô dâu của mình, nữ hoàng trẻ Marie de Medici, do đó giới ông đã thiệu phong cách commedia dell'arte cho Pháp.
Cả vợ của ông, Isabella Andreini và con trai của họ, Giambattista Andreini, cũng nổi tiếng trong các lĩnh vực nghệ thuật.